# Altentreptow
Altentreptow (do 1939 Treptow, Treptow an der Tollense) – miasto w Niemczech w kraju związkowym Meklemburgia-Pomorze Przednie, w powiecie Mecklenburgische Seenplatte, nad rzeką Tollense, siedziba Związku Gmin Treptower Tollensewinkel.

## Historia
Wzmiankowany w 1127. Otoczony średniowiecznymi murami posiadał 3 bramy miejskie: Brandenburską, Młyńską i Dymińską. W ich obrębie znajdowały się trzy kościoły – pw. św. Piotra, św. Mikołaja i Św. Ducha. Poza murami leżał kościół pw. św. Jerzego.

## Toponimia
Nazwa pochodzenia słowiańskiego, poświadczona źródłowo w formie Trybethowe (1175), Trebutowe (1191, 1239), Tributowe (1245), Treptowe (1254), Antiquum Treptowe (1295). Połabskie *Trebotov pochodzi od imienia własnego Trzebota lub słowa treb „ofiara”. Przedrostek alten (stary) został dodany do nazwy miasta dla odróżnienia go od młodszego Trzebiatowa nad Regą.
W języku polskim nazwa rekonstruowana w formie Dolenica i Trzebiatów, Trzebiatów nad Tolężą.

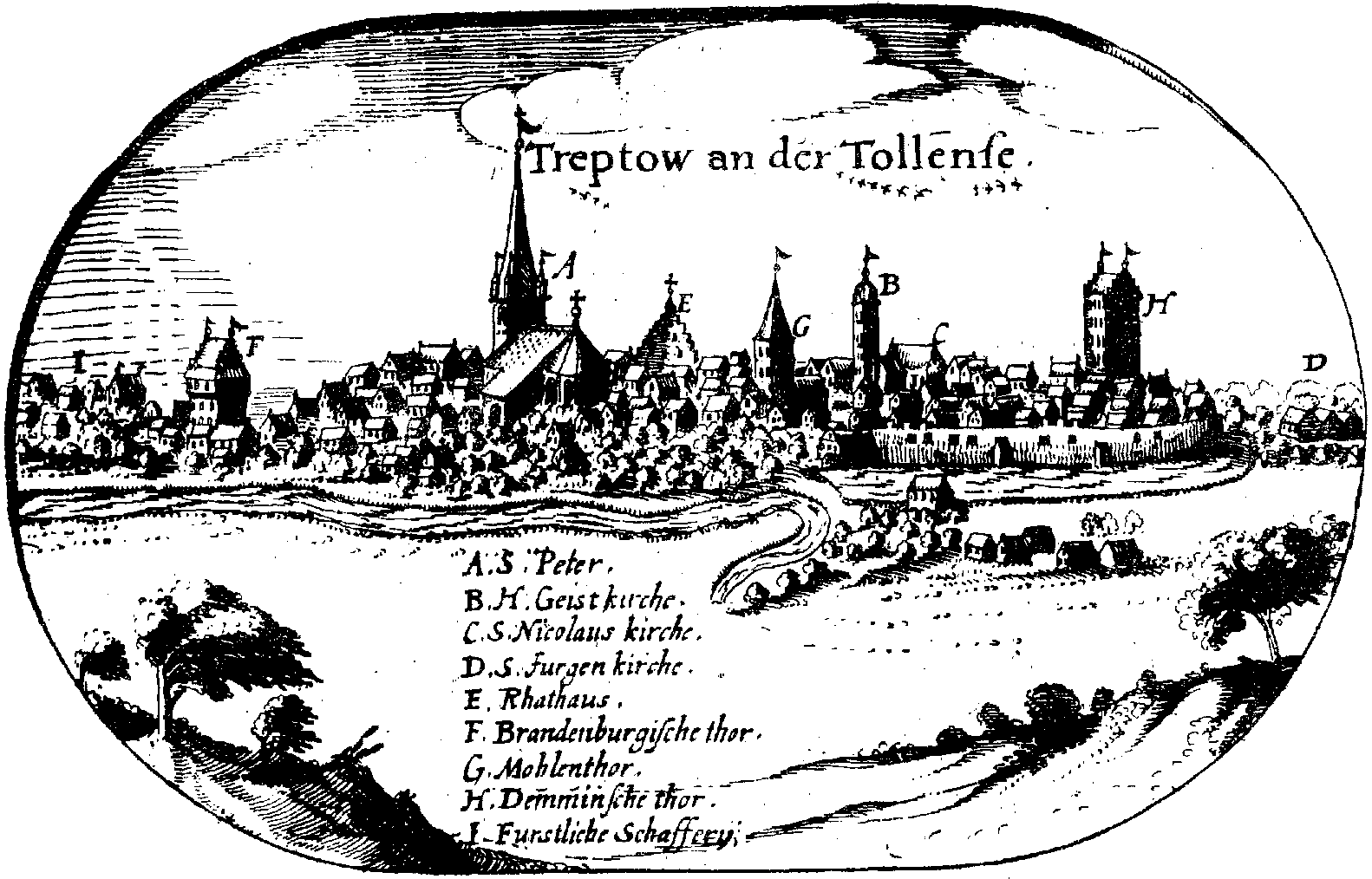
Panorama Treptow an der Tollensee na Wielkiej Mapie Księstwa Pomorskiego
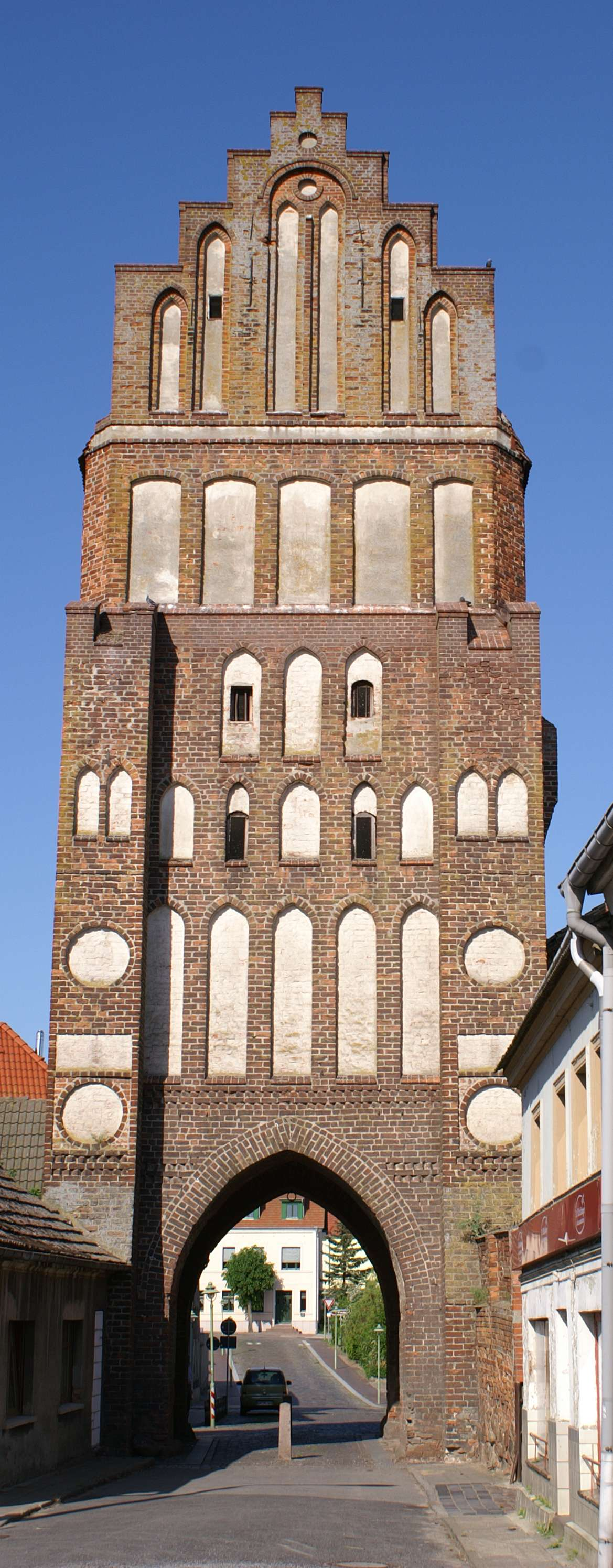
Brama Brandenburska, strona „miejska”
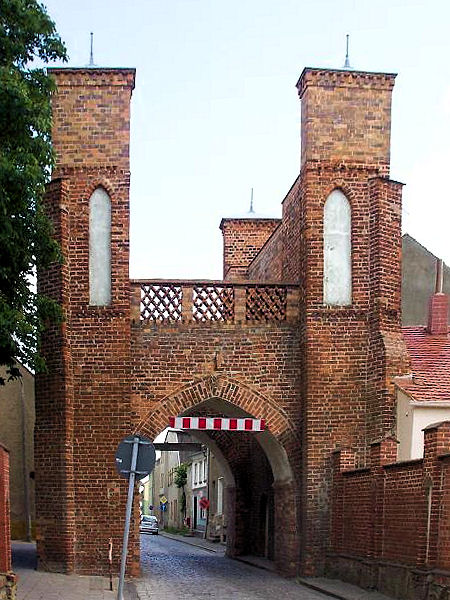
Brama Dymińska
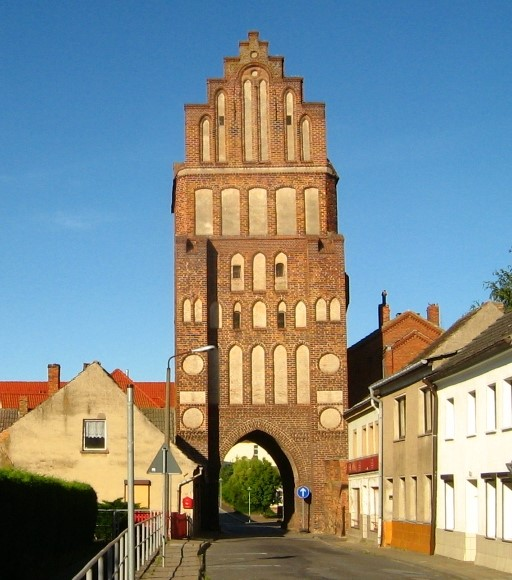
Brama Brandenburska i kościół św. Piotra

## Demografia
W 1885 roku liczyło 4103 mieszkańców, w tym m.in. 4014 ewangelików, 52 katolików i 23 żydów.
W 2006 liczyło 6153 mieszkańców, na koniec 2007 – 6091 a 31 grudnia 2008 – 5984.

## Współpraca
Miastem zaprzyjaźnionym Altentreptow jest miasto Meldorf w Szlezwiku-Holsztynie.